# Ritterhuder Heerstraße
Die Ritterhuder Heerstraße ist eine Hauptverkehrsstraße in Bremen, die als Durchgangs- und Erschließungsstraße an der Ecke Oslebshauser Heerstraße / Oslebshauser Landstraße im Ortsteil Oslebshausen beginnt. Hinter der Anschlussstelle Bremen-Industriehäfen der A 27 wird sie zur Landstraße im Ortsteil Blockland. Auf einer Brücke über die Wümme überquert sie die Landesgrenze und führt zur niedersächsischen Gemeinde Ritterhude. 

## Geschichte
Die Straßenbahnhaltestelle „Zum grünen Jäger“ der Linie 8 wurde 1903 dort eingerichtet, wo sich heute die Bushaltestelle „Ritterhuder Heerstraße“ befindet.
Im Jahr 1911 wurde an der Grenze vom bremischen Landgebiet zum preußischen Ritterhude eine Holzbrücke über die Wümme errichtet, zunächst nur als Transportbrücke für Erdtransporte zur Anschüttung des Bahnhofs Bremen-Oslebshausen. Nach Abschluss der Arbeiten wurde sie als Straßenbrücke mit einer 4,50 Meter breiten Fahrbahn und auf beiden Seiten 1 Meter breiten Fußwegen dem öffentlichen Verkehr übergeben.
Die dadurch entstandene Straße, die es zuvor noch nicht gab, wurde um 1914 zur Zufahrt des neu eröffneten Bahnhofs Bremen-Oslebshausen an der dorthin verlegten Bahnstrecke Bremen–Bremerhaven. Sie erhielt bei der Eingemeindung von Oslebshausen nach Bremen 1921 den Namen Ritterhuder Heerstraße nach der Gemeinde, zu der sie führt.
1933 wurde die Holzbrücke von 1911, ab 1926 wegen Fäulnis der Holzpfähle nur noch für kleinere Fahrzeuge befahrbar, durch eine stabile Betonbrücke ersetzt. Die Fahrbahn wurde dadurch auf 6 Meter, die Fußwege auf 1,50 Meter verbreitert. Die andere Holzbrücke auf der Straße, 3 Kilometer südlich über das Maschinenfleet, wurde 1936 ebenfalls durch eine Betonbrücke ersetzt, hier entstand einseitig zusätzlich ein 2,25 Meter breiter Radweg. Mit der Eröffnung der Blocklandautobahn 1937 wurde die Ritterhuder Heerstraße zum Autobahnzubringer.
In den 1990er Jahren wurde die Ritterhuder Heerstraße in Oslebshausen für Kraftfahrzeuge unterbrochen, der Verkehr wird auf diesem Abschnitt seitdem über die damals neugebaute Straße Oslebshauser Tor an der Autobahn entlanggeführt.
Die Autobahnabfahrt befand sich ursprünglich nur auf der östlichen Straßenseite. Beim Bau der A281 in den 1990er Jahren wurde die Abfahrt zu einem Vollkreuz erweitert, dabei wurde die zweispurige Brücke über das Maschinenfleet von 1936 durch eine vierspurige ersetzt. Eine gradlinige Verbindung der A281 mit der Ritterhuder Heerstraße sollte nach Fertigstellung des Wesertunnels erfolgen und war noch 2014 im gültigen Flächennutzungsplan vorgesehen, wird aber wohl nicht mehr gebaut.
Die Brücke an der Landesgrenze von 1933 wurde 2013 erneuert und dabei leicht nach Westen verschwenkt. Die Fahrbahn blieb zweispurig, im Kreuzungsbereich davor wurde die Ritterhuder Heerstraße jedoch auf vier Fahrspuren ausgebaut.

## Gebäude
Die 1930 am südlichen Ende der Straße erbaute Nikolaikirche steht seit 1995 unter Denkmalschutz, siehe auch Liste der Kulturdenkmäler in Gröpelingen.